# Tenens in capite
Un tenens in capite (pl. tenentes in capite, in inglese: tenant-in-chief) era nell'Europa medievale e moderna, il termine che designava un vassallo che deteneva i propri possedimenti direttamente dal re o dal principe territoriale a cui aveva reso omaggio, quindi in quanto vassalli diretti del re, in contrapposizione ai vassalli che detenevano la terra da un altro nobile o dal clero (vassalli indiretti).
La concessione (tenure) denotava un grande onore, ma comportava anche pesanti responsabilità in quanto i tenentes in capite erano  responsabili della fornitura di cavalieri e soldati per l'esercito feudale del re.
In Inghilterra, il diritto feudale venne adottato solo nel Basso Medioevo, dopo la presa di potere da parte di Guglielmo il Conquistatore. I nuovi feudatari normanni si erano visti attribuire le terre direttamente dal re, a cui dovevano fedeltà e obbedienza. A partire dal XIII secolo, i tenens in capite poterono subinfeudare a loro volta delle terre a piccoli feudatari. Ma la particolarità del feudalesimo anglo-normanno rispetto a quanto avveniva nell'Europa continentale voleva che questi piccoli feudatari dovevano comunque giurare fedeltà al re, diventandone di fatto i vassalli e rafforzandone il potere.